# Circuit des six Provinces
Der Circuit des six Provinces war ein französischer Radsportwettbewerb, der als Etappenrennen in Südfrankreich, hauptsächlich in den Regionen Rhône-Alpes und Bourgogne veranstaltet wurde.

## Geschichte
Der Circuit des six Provinces wurde 1941 unter dem Namen „Circuit des quatre provinces“ begründet. Nach Unterbrechung durch den Zweiten Weltkrieg fand das Rennen als Circuit des six Provinces statt. Von 1955 bis 1957 waren der Circuit des Six Provinces und die Tour du Sud-Est zu einem Rennen fusioniert, das unter dem Namen Tour des Provinces du Sud-Est ausgetragen wurde.

## Palmarès
- 1941  Gino Proietti
- 1942  Jean Macone
- 1943–1945 nicht ausgetragen
- 1946  Georges Martin
- 1947  Henri Massal
- 1948  Pierre Molinéris
- 1949  Lucien Lazaridès
- 1950  Antonin Rolland
- 1951  Marcel Ernzer
- 1952  Roger Rossinelli
- 1953  Jan Adriaensens
- 1954  Charly Gaul